# Marcos Daniel
Marcos Diniz Daniel (* 4. Juli 1978 in Passo Fundo) ist ein ehemaliger brasilianischer Tennisspieler.

## Leben und Karriere
Marcos Daniel begann im Alter von fünf Jahren, in der Tennisakademie seines älteren Bruders Márcio Tennis zu spielen. 1994 nahm er erstmals an einem internationalen Turnier der Juniorentour teil, und konnte in den folgenden zwei Jahren mehrere Turniere gewinnen und in der Juniorenweltrangliste bis auf Rang 20 klettern.
Schon 1995 nahm er mit einer Wildcard in Brasília erstmals an einem Challenger-Turnier im Erwachsenenbereich teil und sammelte in den folgenden Monaten auf Satellite-Turnieren erste Weltranglistenpunkte. Bis Ende 1996 war Daniel unter anderem aufgrund eines Satellite-Titels bis in die Top 400 der Tennis-Weltrangliste vorgerückt und entschied sich daraufhin für eine Karriere als Tennisprofi.
Im August 1997 erreichte er in Belo Horizonte erstmals ein Challenger-Halbfinale. 1998 spielte er vermehrt Future-Turniere und erreichte dort zwei Finals. 1999 folgten zwei weitere Future-Finals, dabei gewann er im November 1999 seinen ersten Titel. Im Jahr 2000 blieb er ohne Titel, dafür konnte er 2001 gleich zwei Future-Titel gewinnen, und erreichte zudem im Oktober 2001 in Lima sein erstes Challenger-Finale. Auf dem Weg dorthin hatte er mit Agustín Calleri erstmals einen Top-100-Spieler besiegt. Er selber stand mittlerweile in den Top 200 der Weltrangliste.
Anfang 2002 versuchte Marcos Daniel bei den Australian Open erstmals, sich für ein Grand-Slam-Turnier zu qualifizieren, scheitere jedoch in der zweiten Qualifikationsrunde. Nur einen Monat später gelang ihm in Viña del Mar erstmals die Qualifikation für ein ATP-Turnier, er verlor jedoch in der ersten Runde gegen Nicolas Coutelot. Im weiteren Jahresverlauf konnte er sich für kein weiteres ATP-Turnier mehr qualifizieren; auf Challenger-Ebene erreichte er bei vier Turnieren das Viertelfinale.
Bei den Australian Open 2003 gelang Marcos Daniel dann erstmals die Qualifikation für ein Grand-Slam-Turnier, er schied jedoch in der ersten Runde in fünf Sätzen gegen Wayne Arthurs, nachdem er bereits mit 2:0 Sätzen geführt hatte. Auch in Viña del Mar qualifizierte er sich erneut und gewann gegen Fernando Meligeni sein erstes ATP-Match, bevor er gegen Félix Mantilla ausschied. Nachdem er in der ersten Jahreshälfte zwei Future-Titel gewonnen hatte und bei zwei Challenger-Turnieren das Halbfinale erreicht hatte, konnte Marcos Daniel im September 2003 in Gramado durch einen Sieg über José de Armas schließlich seinen ersten Challenger-Titel gewinnen. Zudem gewann er zusammen mit Alexandre Simoni auch den Titel im Doppel, dies war bereits ihr zweiter gemeinsamer Titel in dieser Saison. In der Weltrangliste erreichte er mit Rang 152 seine bis dahin beste Platzierung. Eine Woche später bekam er für das ATP-Turnier von Costa do Sauípe eine Wildcard, schied jedoch in der ersten Runde gegen Flávio Saretta aus.
Die Saison 2004 begann weniger erfolgreich: Marcos Daniel verpasste die Qualifikation für die Australian Open, und auch bei seinem Davis-Cup-Debüt verlor er sein Match in fünf Sätzen und konnte somit die 2:3-Niederlage Brasiliens gegen Paraguay nicht verhindern. Im weiteren Jahresverlauf gewann er zwar drei Future-Turniere hintereinander, bei Challenger-Turnieren erreichte er jedoch nur einmal das Halbfinale, und fiel daher zum Saisonende bis auf Rang 267 zurück.
Das Jahr 2005 wurde dann jedoch umso erfolgreicher für Marcos Daniel: Nach zwei Challenger-Halbfinals in den ersten Monaten qualifizierte er sich im Mai 2005 für die French Open, war in der ersten Runde jedoch chancenlos gegen den an Position 18 gesetzten Mario Ančić. Im Juli 2005 gewann Daniel in Bogotá gegen Jean-Julien Rojer seinen zweiten Challenger-Titel. Im September 2005 erreichte er in Sevilla ein weiteres Challenger-Finale und war dadurch in der Weltrangliste so gut positioniert, dass er für das ATP-Turnier von Bangkok direkt qualifiziert war. Dort traf er auf den Weltranglistenersten Roger Federer, gegen den er in zwei knappen Sätzen verlor. Die folgenden Wochen wurden die bislang erfolgreichsten seiner Karriere: Nach einer Finalniederlage beim Challenger-Turnier von Quito gewann Marcos Daniel nacheinander die Turniere in Bogotá und Guayaquil und schaffte dadurch erstmals den Einstieg in die Top 100 der Weltrangliste.
Durch seine Weltranglistenposition war Marcos Daniel 2006 bei vielen ATP-Turnieren direkt qualifiziert. Er schied jedoch bei insgesamt 12 Turnieren, darunter allen vier Grand-Slam-Turnieren, bereits in der ersten Runde aus. Einzig in Acapulco konnte er im Februar 2006 das Viertelfinale erreichen, dabei besiegte er unter anderem den Olympiasieger von 2004, Nicolás Massú. Ein weiterer Erfolg war sein Sieg über den ehemaligen Weltranglistenersten Lleyton Hewitt in Pörtschach im Mai 2006. Nachdem er zwischenzeitlich mit Rang 80 seine bis dahin beste Weltranglistenposition erreicht hatte, fiel er bis zum Jahresende bis auf Rang 165 zurück.
2007 musste er daher wieder auf der Challenger Tour spielen und erreichte dort insgesamt vier Finals, von denen er eines in Bogotá gewann. Dies war sein mittlerweile dritter Einzeltitel in der kolumbianischen Hauptstadt, es sollte jedoch nicht der letzte bleiben. Zudem qualifizierte er sich im Jahresverlauf für zwei ATP-Turniere, doch sowohl in Costa do Sauípe als auch bei den French Open schied Daniel in der ersten Runde aus.
Das Jahr 2008 begann mit drei Erstrundenniederlagen bei ATP-Turnieren, gefolgt vom mittlerweile vierten Challenger-Titel in Bogotá. Im April 2008 erreichte Daniel in Neapel ein weiteres Challenger-Finale, anschließend führte er Brasilien mit seinen ersten beiden Einzelsiegen im Davis Cup zum 4:1-Sieg über Kolumbien, bevor er dann wiederum eine Woche später in Houston zum zweiten Mal in seiner Karriere ein ATP-Viertelfinale erreichte. Dadurch war er nun wieder in den Top 100 der Weltrangliste, und daher für die French Open direkt qualifiziert. Dort traf er in der ersten Runde auf den an Position 23 gesetzten ehemaligen Weltranglistenersten Juan Carlos Ferrero, welcher im zweiten Satz aufgrund einer Beinverletzung aufgeben musste. Marcos Daniel stand somit erstmals in der zweiten Runde eines Grand-Slam-Turniers, verlor dort jedoch in einem knappen Fünfsatzmatch gegen Jürgen Melzer. Auch im Doppel erreichte er an der Seite von Jim Thomas die zweite Runde, wo sie gegen die späteren Finalisten Daniel Nestor und Nenad Zimonjić ausschieden. Die folgenden Monate verliefen weniger erfolgreich; nur bei zwei ATP-Turnieren erreichte Daniel die zweite Runde. In Wimbledon, bei den US Open sowie bei den Olympischen Spielen in Peking schied er jeweils in der ersten Runde aus. Im September 2008 gewann Daniel die Challenger-Titel Nummer 7 und 8 seiner Karriere; den ersten in Cali und den zweiten in Bogotá. Dadurch stieg er in der Weltrangliste bis auf Rang 61, seine bis dahin beste Position.
Anfang 2009 schied Marcos Daniel bei den Australian Open sowie in Viña del Mar und in Acapulco in der ersten Runde aus. Im März 2009 gewann er das Challenger-Turnier von Marrakesch, im Mai 2009 folgte der nächste Titel in Zagreb. Eine Woche zuvor hatte er in Belgrad zum dritten Mal in seiner Karriere ein ATP-Viertelfinale erreicht. Bei den French Open 2009 musste Daniel über die Qualifikation gehen, dies gelang ihm jedoch erfolgreich, und so traf er in der ersten Runde auf den Weltranglistenersten und Titelverteidiger Rafael Nadal. In einem engen Match verlor er wie erwartet gegen den Favoriten. Im Juli 2009 konnte Marcos Daniel erneut das Challenger-Turnier von Bogotá gewinnen. Dies war sein mittlerweile sechster Titel in Bogotá, zudem hatte er hier noch zwei Doppeltitel gewonnen. Nur zwei Wochen später gelang ihm in Gstaad sein bislang bestes Resultat bei einem ATP-Turnier: Mit Paul-Henri Mathieu, Julien Benneteau und Florent Serra besiegte er gleich drei Franzosen hintereinander, bevor er erst im Halbfinale von Andreas Beck gestoppt werden konnte. In der Weltrangliste erreichte er daraufhin mit Rang 56 seine bislang beste Platzierung.
Es dauerte bis zum Februar 2010, bis Marcos Daniel in Buenos Aires wieder ein Match gewinnen konnte. Im April 2010 gewann er in Blumenau seinen mittlerweile zwölften Challenger-Titel, konnte jedoch nicht verhindern, dass er in der Weltrangliste wieder aus den Top 100 heraus und bis auf Rang 153 zurückfiel. Im weiteren Saisonverlauf erreichte er noch ein weiteres Challenger-Finale, zudem gewann er im Londoner Queen’s Club gegen Blaž Kavčič erstmals ein ATP-Match auf Rasen. Ende Oktober 2010 startete Marcos Daniel dann eine Siegesserie: Er gewann nacheinander die Turniere von São Paulo und Medellín und konnte erst im Viertelfinale von Guayaquil gestoppt werden. Dies führte ihn abermals zurück in die Top 100.
Im Januar 2011 traf Marcos Daniel bei den Australian Open wie schon vor zwei Jahren bei den French Open in der ersten Runde auf den Weltranglistenersten Rafael Nadal, gegen den er nach einer Dreiviertelstunde chancenlos mit einer Knieverletzung aufgeben musste.

## Erfolge
| Legende (Anzahl der Siege)  |
| Grand Slam                  |
| ATP World Tour Finals       |
| ATP World Tour Masters 1000 |
| ATP World Tour 500          |
| ATP World Tour 250          |
| ATP Challenger Tour (21)    |

### Einzel

#### Turniersiege
| Nr. | Datum              | Turnier        | Belag     | Finalgegner          | Ergebnis       |
| --- | ------------------ | -------------- | --------- | -------------------- | -------------- |
| 1.  | 7. September 2003  | Gramado        | Hartplatz | José de Armas        | 7:5, 7:5       |
| 2.  | 24. Juli 2005      | Bogotá (1)     | Sand      | Jean-Julien Rojer    | 6:4, 6:4       |
| 3.  | 23. Oktober 2005   | Bogotá III (1) | Sand      | Daniel Köllerer      | 6:2, 6:3       |
| 4.  | 13. November 2005  | Guayaquil      | Sand      | Flávio Saretta       | 6:2, 1:6, 6:0  |
| 5.  | 21. Oktober 2007   | Bogotá III (2) | Sand      | Santiago Giraldo     | 7:63, 6:4      |
| 6.  | 9. März 2008       | Bogotá II      | Sand      | Iván Navarro         | 6:3, 1:6, 6:3  |
| 7.  | 21. September 2008 | Cali           | Sand      | Leonardo Mayer       | 6:2 aufgg.     |
| 8.  | 28. September 2008 | Bogotá III (3) | Sand      | Horacio Zeballos     | 6:4, 4:6, 6:4  |
| 9.  | 22. März 2009      | Marrakesch     | Sand      | Lamine Ouahab        | 4:6, 7:5, 6:2  |
| 10. | 17. Mai 2009       | Zagreb         | Sand      | Olivier Rochus       | 6:3, 6:4       |
| 11. | 19. Juli 2009      | Bogotá (2)     | Sand      | Horacio Zeballos     | 4:6, 7:65, 6:4 |
| 12. | 18. April 2010     | Blumenau       | Sand      | Bastian Knittel      | 7:5, 6:75, 6:4 |
| 13. | 30. Oktober 2010   | São Paulo      | Sand      | Thomaz Bellucci      | 6:1, 3:6, 6:3  |
| 14. | 7. November 2010   | Medellín       | Sand      | Juan Sebastián Cabal | 6:3, 7:5       |

### Doppel

#### Turniersiege
| Nr. | Datum              | Turnier        | Belag      | Partner           | Finalgegner                           | Ergebnis         |
| --- | ------------------ | -------------- | ---------- | ----------------- | ------------------------------------- | ---------------- |
| 1.  | 3. August 2003     | Belo Horizonte | Hartplatz  | Alexandre Simoni  | Kentaro Masuda Takahiro Terachi       | 6:4, 6:2         |
| 2.  | 7. September 2003  | Gramado        | Hartzplatz | Alexandre Simoni  | Santiago González Alejandro Hernández | 7:65, 6:4        |
| 3.  | 15. August 2004    | Manta          | Hartplatz  | Santiago González | Eric Nunez Jimy Szymanski             | 3:6, 6:2, 7:65   |
| 4.  | 24. April 2005     | Bogotá II      | Sand       | Santiago González | Goran Dragicevic Mirko Pehar          | 7:64, 6:3        |
| 5.  | 17. September 2005 | Sevilla        | Sand       | Fernando Vicente  | Flavio Cipolla Alessandro Motti       | 6:2, 6:71, 7:5   |
| 6.  | 23. Oktober 2005   | Bogotá III     | Sand       | Santiago González | Frederico Gil Marcelo Melo            | 6:2, 7:5         |
| 7.  | 14. Oktober 2007   | Quito          | Sand       | Brian Dabul       | Hugo Armando David Marrero            | 4:6, 7:5, [10:7] |